# Polifenolok

A csersav egy növényi eredetű polifenol

A polifenolok a szerves vegyületeknek olyan, többnyire természetes eredetű strukturális osztálya, amelyekre a nagy számú fenolgyűrű léte jellemző. Ezen fenol struktúrák száma és minősége határozzák meg az adott polifenol osztály fizikai, kémiai és biológiai (metabolikus, toxikus, gyógyászati stb.) jellemzőit. Az elnevezés a görög „poly” (πολύς, jelentése: sok) és a „fenol” névből képződik, hivatkozva arra, hogy a vegyület aromás benzol- (fenil-) gyűrűhöz csatlakozó elemeket, az alkoholokban található hidroxilcsoportot (OH-) tartalmaz (ez utóbbira utal az „-ol” végződés is). A polifenol kifejezést 1894 óta használjuk. A polifenolok nem azonosak a fenolszármazék-monomerekből polimerizált vegyületek osztályával, ugyanis különféle alegységekből kapcsolódhatnak össze.

## Definíció
A polifenolok közé tartozó vegyületek pontos meghatározására több, egymással nem megegyező tartalmú definíciót is ismerünk.

## Kémiai jellemzői

### Funkcionális felosztás
A funkcionális és hatás szerinti felosztás szerint a polifenolokat sorolhatjuk a hidrolizálható csersavak (a glükóz galluszsavval képzett észterei, más cukrok vagy ciklitolok) közé, illetve a fenilpropanoidok közé, mint amilyenek a ligninek, flavonoidok és a kondenzált csersavak). 

## Fordítás
- Ez a szócikk részben vagy egészben  a   Polyphenol című angol Wikipédia-szócikk fordításán alapul.  Az eredeti cikk szerkesztőit annak laptörténete sorolja fel. Ez a jelzés csupán a megfogalmazás eredetét és a szerzői jogokat jelzi, nem szolgál a cikkben szereplő információk forrásmegjelöléseként.